# Leestenburg
Leestenburg is een straat in Brugge.

## Beschrijving
Op het einde van de jaren 1960 werd grond die in vroegere tijden diende als bleekweide en voor groentekweek, geürbaniseerd. Tussen de Peterseliestraat en de Kruisvest werden enkele nieuwe straten aangelegd. Begin 1972 werd aan een van die straten de naam Leestenburg gegeven, in herinnering aan een wijk en een verdwenen straatje in de buurt, die dezelfde naam droegen. In de onmiddellijke buurt was er een plek Leestenburch, bij de Oliebaan (1675), met een huis genaamd Leestenbuerch in de Rijkepijndersstraat.
Leestenburg loopt van de Peterseliestraat naar de Kruisvest.